# La Seyne-sur-Mer

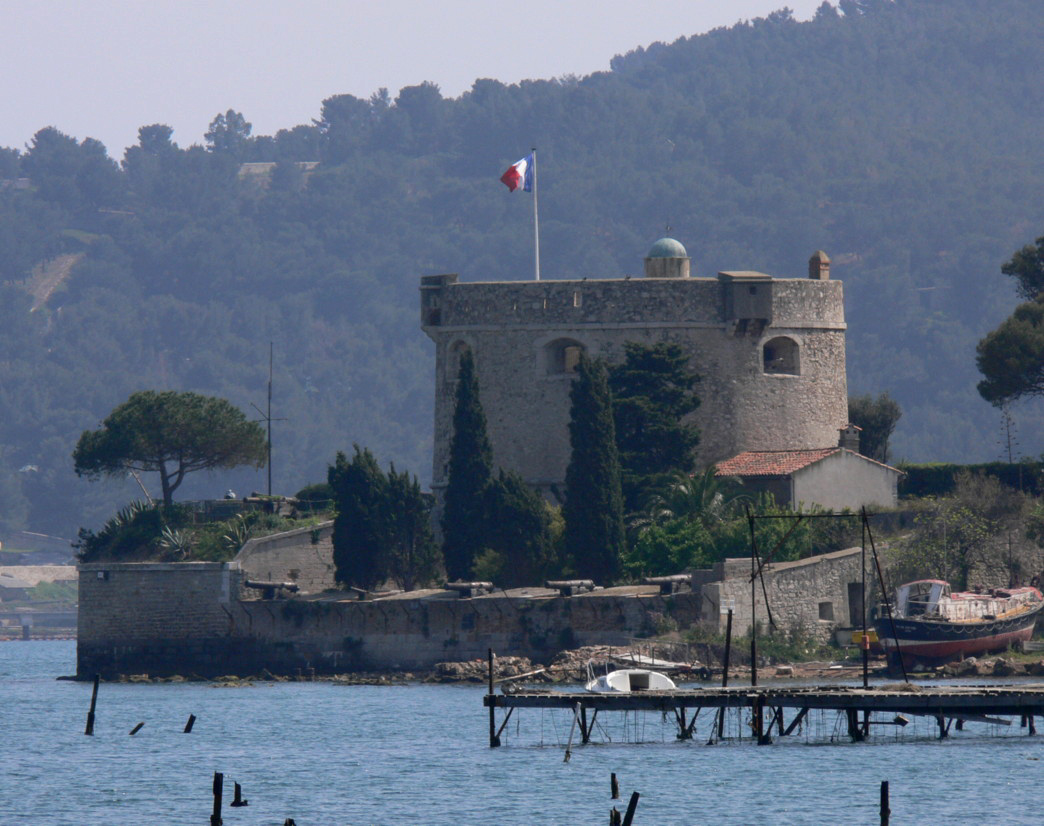
Fort Balaguier i La Seyne-sur-Mer.

La Seyne-sur-Mer är en ort och kommun i sydöstra Frankrike i departementet Var, och är belägen på en halvö sydväst om Toulon. År 2022 hade La Seyne-sur-Mer 62 905 invånare. La Seyne-sur-Mer ingår i Toulons storstadsområde.
Den franska landslagsspelaren i fotboll Bafétimbi Gomis är född i La Seyne-sur-Mer.

## Befolkningsutveckling
Antalet invånare i kommunen La Seyne-sur-Mer
| Referens: INSEE |